# Valle del Gran San Bernardo
Valle del Gran San Bernardo (fr. Vallée du Grand-Saint-Bernard) – dolina we Włoszech, w Alpach Pennińskich, w regionie Dolina Aosty. Jej wylot znajduje się na przedmieściach Aosty. Stąd dolina prowadzi na północ do miejscowości Gignot. Tutaj odchodzi na północny wschód dolina Valpelline, natomiast Valle del Gran San Bernardo skręca na północny zachód i dochodzi do Wielkiej Przełęczy Świętego Bernarda na granicy włosko-szwajcarskiej za którą znajduje się dolina Val d’Entremont.
Od wschodu dolinę ogranicza masyw Mont Vèlan, za którym znajduje się dolina Ollomont, a od zachodu masywy Grand Golliat i Grande Rochère. Oddzielają one Valle del Gran San Bernardo od włoskiej doliny Val Ferret.
Doliną płynie potok Artanavaz, który źródła ma w masywie Grand Golliat. Wpada on w Gignot do rzeki Buthier.
Przez dolinę przechodzi droga, jedna z największych arterii komunikacyjnych Alp, łącząca przez tunel pod Wielką Przełęczą Świętego Bernarda (5,8 km długości) Włochy ze Szwajcarią.
Główne miejscowości w dolinie to Gignot, Allein, Etroubles, Saint-Oyen i Saint-Rhemy-en-Bosses.